# Tierra brava (telenovela)
Tierra brava es una telenovela cubana producida por el ICRT, ha sido una de las mejores telenovelas producidas en Cuba y que contara con el mayor número de teleaudiencia en el país para una telenovela. Se basa en la radionovela Medialuna de Dora Alonso, una de las más grandes escritoras de Cuba. Contó con más de 100 capítulos.

## Fotografía
- Martín Rivas

## Música
- Frank Fernández

## Actores
- Fernando Echevarría (Nacho Capitán)
- Jacqueline Arenal (Verena Contreras)
- Luisa María Jiménez (Isabel / Lala (Adulta))
- Rogelio Blain (Lucio Contreras)
- Jorge Alí (Julio)
- Amarilys Núñez Barrios (Alicita)
- Zelma Morales (Regina / Reina)
- René de la Cruz (Ignacio)
- Odalys Fuentes (Carmen)
- Alina Rodríguez (Justa Quijano)
- Enrique Molina (Silvestre Cañizo)
- Enrique Almirante (Roberto)
- Maribel Rodríguez (Rosaura)
- Rubén Breñas (Dr. Fernández)

Actuaciones especiales
- Miriam Learra, Héctor Echemendía Ruiz de Villa, Georgina Almanza.

Actores invitados
- Pancho García, Pedro Rumbaut.

Actrices invitadas
- Ana Aurora Díaz, Susana Alonso.

Con
- Nieves Riovalles, Rolando Núñez, Liudmila Alonso, Jorge Ryan, Mijail Mulkay.
- Julio Mendoza (Jacinto)
- Tamara Morales (Caridad)